# Simplettomorfismo
In matematica, un simplettomorfismo è un isomorfismo della categoria delle varietà simplettiche. 

## Definizione formale
Siano (M1, ω1) e (M2, ω2) varietà simplettiche. Una mappa 
{\displaystyle f\colon M_{1}\to M_{2}}
si dice simplettomorfismo se è un diffeomorfismo e il pull-back di ω2 rispetto a f è uguale a ω1:
{\displaystyle f^{*}\omega _{2}=\omega _{1}.}
Esempi di simplettomorfismi includono le trasformazioni canoniche in meccanica classica e fisica teorica, i flussi associati alle funzioni hamiltoniane, le mappe indotte da ogni diffeomorfismo tra varietà sul fibrato cotangente, e l'azione coaggiunta di un elemento di un Gruppo di Lie su una orbita coaggiunta.

### Esempi
- Le traslazioni in {\displaystyle \mathbb {R} ^{n}} sono simplettomorfismi.

## Flussi
Qualunque funzione su una varietà simplettica dà luogo, per definizione, a un campo vettoriale hamiltoniano:  l'insieme dei quali forma una sottoalgebra dell'algebra di Lie  dei campi vettoriali simplettici. L'integrazione del flusso di un campo vettoriale simplettico è un simplettomorfismo. Poiché i simplettomorfismi preservano la 2-forma simplettica e quindi la forma volume simplettica, ne consegue il teorema di Liouville della meccanica hamiltoniana. I simplettomorfismi che derivano da campi vettoriali hamiltoniani sono detti simplettomorfismi hamiltoniani.
Poiché 
{\displaystyle \{H,H\}=X_{H}(H)=0}
il flusso di un campo vettoriale hamiltoniano preserva anche H. In fisica questo è interpretato come legge di conservazione dell'energia. 
Se il primo numero di Betti di una varietà simplettica compatta è zero, l'insieme dei campi vettoriali hamiltoniani coincide con quello dei campi vettoriali simplettici.

## Il gruppo dei simplettomorfismi (hamiltoniani)
I simplettomorfismi da una varietà in se stessa formano uno pseudogruppo infinito-dimensionale. La corrispondente algebra di Lie è generata dai campi vettoriali simplettici. 
I simplettomorfismi hamiltoniani formano un sottogruppo, la cui algebra di Lie è data dai campi vettoriali hamiltoniani. Quest'ultima è isomorfa all'algebra delle funzioni lisce sulla varietà rispetto alle parentesi di Poisson, modulo le funzioni costanti.
I gruppi dei diffeomorfismi hamiltoniani sono gruppi di Lie semplici, in virtù di un teorema di Augustin Banyaga.

## Confronto con la geometria riemanniana
A differenza delle varietà riemanniane, quelle simplettiche non sono molto rigide: il teorema di Darboux mostra che tutte le varietà simplettiche sono localmente isomorfe. Al contrario, le isometrie della geometria riemanniana devono preservare il tensore di Riemann, che è perciò un invariante locale della varietà riemanniana. Inoltre, ogni funzione H su una varietà simplettica definisce un campo vettoriale hamiltoniano XH, che genera tramite la mappa esponenziale un sottogruppo a un parametro del gruppo dei simplettomorfismi. Segue che il gruppo dei simplettomofismi è sempre molto grande, e, in particolare, infinito-dimensionale. Il gruppo delle isometrie di una varietà riemanniana, invece, è sempre un gruppo di Lie finito-dimensionale. Inoltre, le varietà riemanniane con grandi gruppi di simmetria sono casi molto particolari, e una generica varietà riemanniana non possiede alcuna simmetria.

## Congettura di Arnold
Una celebre congettura di V. I. Arnold mette in relazione il numero minimo di punti fissi per un simplettomorfismo hamiltoniano f su M, nel caso in cui M sia una varietà chiusa, con la Morse theory. Più precisamente, la congettura asserisce che  f ha un numero di punti fissi pari almeno al numero di punti critici che una funzione liscia su M deve avere (nel caso generico, una funzione di Morse, per la quale esiste un numero finito definito pari almeno a 2).
È risaputo che questo seguirebbe dalla congettura di Arnold-Givental (da  V.I Arnold e Alexander Givental), la quale riguarda  le sottovarietà lagrangiane.